# 横道镇
横道镇，是中华人民共和国黑龙江省牡丹江市海林市下辖的一个乡镇级行政单位。

## 行政区划
横道镇下辖以下地区：
佛手社区、老街社区、二十二村、顺桥村、七里地村、正南村、道林村和柳树村。

## 文化遗产保护
横道河子镇是因中东铁路修建而兴的一座百年古镇，镇内有中东铁路时期遗留下来的俄式建筑104栋。2006年，横道河子机车库、东正教圣母进堂教堂、铁路大白楼、铁路治安所驻地等建筑公布为全国重点文物保护单位，“中东铁路建筑群横道河子镇机车库及东正教圣母进堂教堂抢救保护工程”曾获2014年度第二届“全国十佳文物保护工程”奖项。2018年11月，获得联合国教科文组织2018年度亚太地区文化遗产保护荣誉奖。评审专家认为横道河子镇成功实现了对铁路建筑、基础设施和附属公共空间的全面保护，充分诠释了小镇的区位和功能，复原小镇原始风貌的同时，更使小镇作为历史城镇工业景观重新焕发了活力。